# Renato Zaccarelli
Renato Zaccarelli   (Ancona, 18 de gener de 1951) fou un futbolista italià de la dècada de 1970.
Fou 25 cops internacional amb la selecció de futbol d'Itàlia amb la qual participà a la Copa del Món de Futbol de 1978.
Pel que fa a clubs, defensà els colors de Torino FC.
Va guanyar el premi Guerin d'Oro l'any 1986.
Fou entrenador del Torino FC els anys 2003 i 2004–2005.

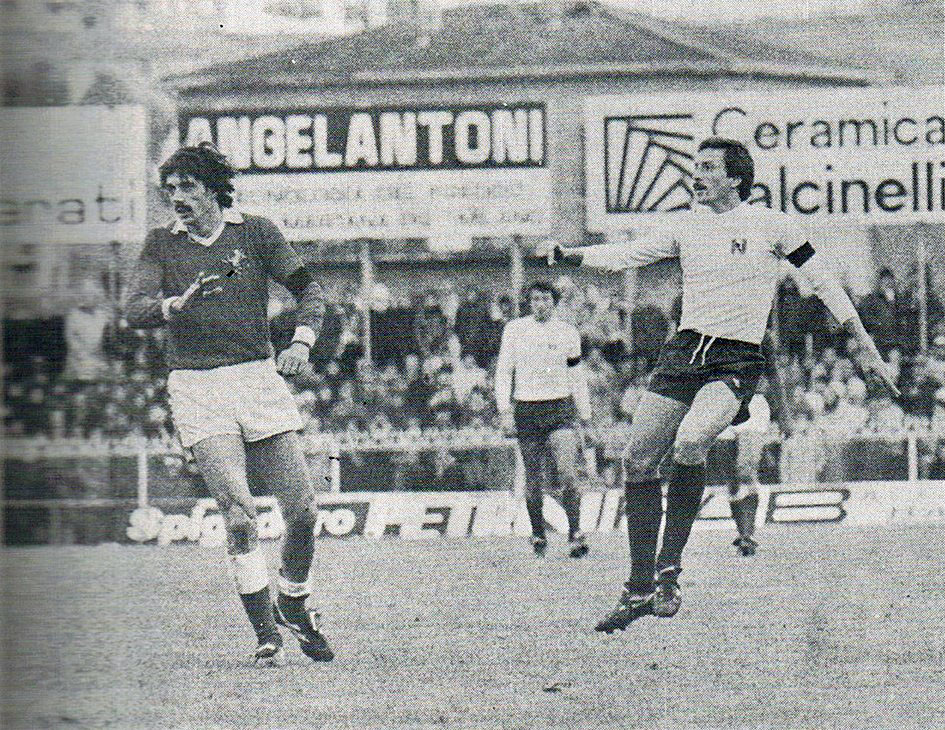
Zaccarelli (dreat) el 1976 amb Aldo Agroppi.